# Mark Sanford
Pour les articles homonymes, voir Sanford.
Marshall Clement Sanford Jr. dit Mark Sanford, né le 28 mai 1960 à Fort Lauderdale, est un homme politique américain, membre du Parti républicain.
Il est gouverneur de Caroline du Sud du 15 janvier 2003 au 12 janvier 2011. Après avoir été représentant du premier district de Caroline du Sud à la Chambre des représentants des États-Unis du 3 janvier 1995 au 3 janvier 2001, il retrouve ce siège le 8 mai 2013 lors d'une élection partielle.

## Enfance et études
Mark Sanford est né le 28 mai 1960 à Fort Lauderdale, en Floride. Il passe son adolescence en Caroline du Sud.

## Carrière politique
Élu à la Chambre des représentants des États-Unis lors de la vague républicaine de 1994, il est, au Congrès, un défenseur de la privatisation de la sécurité sociale et de la restauration des liens commerciaux avec Cuba.

### Gouverneur de Caroline du Sud
En 2000, après trois victoires électorales successives, il renonce à se présenter pour un nouveau mandat de deux ans et préfère concourir au poste de gouverneur. Après s'être imposé aux primaires républicaines, il est élu, en novembre 2002, gouverneur de Caroline du Sud, avec 53 % des voix contre 47 % à Jim Hodges, le gouverneur démocrate sortant.
Le mandat de Sanford se caractérise par des relations houleuses avec l'Assemblée générale de Caroline du Sud, pourtant à majorité républicaine, qui passe outre des vétos du gouverneur aux propositions de lois de l'Assemblée.
Le 13 novembre 2005, Time Magazine distingue Mark Sanford comme l'un des trois moins performants gouverneurs des États-Unis. Néanmoins, candidat à sa succession en 2006, Sanford reste favori des sondages, avec 52 % des intentions de vote, contre 30-31 % à ses deux challengers démocrates déclarés, Frank Willis, le maire de Florence, et Tommy Moore, un sénateur du Sénat de l'État de Caroline du Sud.
En 2006, Mark Sanford est réélu avec 55,2 % des voix contre 44,8 % pour le démocrate Tommy Moore. Durant son deuxième mandat, il refuse notamment les fonds du plan de relance fédéral pour son État. Il finit par renoncer à cette position mais devient le héraut d'une partie de la droite américaine.

### Disparition et liaison
Entre le 18 et le 24 juin 2009, Sanford s'absente et aucun membre de son cabinet ne sait comment le joindre. Officiellement il est parti faire de la randonnée dans les Appalaches pour décompresser mais le lendemain de son retour, il avoue être parti en Argentine voir son amante. Sanford annonce alors qu'il a des problèmes de couple avec sa femme Jenny, mais exclut de démissionner de son poste de gouverneur. Néanmoins il accepte de démissionner de son poste de chef de l'association nationale des gouverneurs républicains.
La disparition et liaison de Sanford diminue grandement ses espoirs de pouvoir obtenir l'investiture du parti républicain pour l'élection présidentielle américaine de 2012. Après la fin de son mandat de gouverneur, Sanford travaille comme analyste politique pour la chaîne Fox News.

### Retour en politique
Fin 2012, la gouverneure Nikki Haley nomme Tim Scott au poste de sénateur des États-Unis, en remplacement de Jim DeMint. Le 22 décembre 2012, Sanford annonce sa candidature à l'investiture républicaine pour l'élection partielle de 2013 dans le premier district congressionnel de Caroline du Sud, pour succéder à Scott. Lors de la primaire, il a face à lui quinze candidats. Le 19 mars 2013, il n'obtient pas les suffrages nécessaires pour éviter un second tour mais se hisse toutefois en tête avec 36,91 %, son plus proche rival Curtis Bostic n'obtient lui que 13,33 %. Le 2 avril, lors du second tour, il l'emporte face à Bostic avec plus de 56 % des voix.
Au coude à coude dans les sondages avec la démocrate Elizabeth Colbert Busch, sœur du comédien Stephen Colbert, il parvient néanmoins se faire élire assez largement le 7 mai avec 54,04 % contre 45,21 % à sa rivale. Il prête serment devant John Boehner le 15 mai 2013. Sanford est le seul ancien gouverneur à être membre de la Chambre des représentants.
Sanford est réélu sans opposition en novembre 2014. Deux ans plus tard, il ne remporte la primaire républicaine qu'avec 56 % des voix face à la républicaine Jenny Horne qui manque cependant de notoriété et dispose de fonds nettement moins importants que Sanford.
Après l'élection de Donald Trump, Sanford est l'un des rares représentants républicains à se montrer régulièrement critique envers le président, lui reprochant notamment son manque d'humilité ou son intolérance. En février 2017, il confie alors à Politico être « un homme mort marchant » (dead man walking). L'année suivante, il affronte Katie Arrington lors de la primaire républicaine. Élue à la Chambre des représentants de Caroline du Sud depuis un mandat seulement, celle-ci dispose de 200 000 dollars de fonds de campagne contre plus de 1,5 million pour Sanford. Arrington fait cependant campagne en promettant d'être loyale au président. Le jour du vote, Trump tweete : « Mark Sanford a été totalement inutile durant ma campagne (…) il est aux abonnés absents et rien d’autre que des problèmes. Il est mieux en Argentine. Je soutiens totalement Katie Arrington. Sanford est finalement battu par Arrington, ne rassemblant que 46,5 % des suffrages contre 50,5 %. » Après la primaire, le représentant n'apporte pas son soutien à Arrington. Elle est finalement battue de justesse par Joe Cunningham qui devient le premier représentant démocrate de la circonscription depuis 1981.

## Convictions politiques
Mark Sanford est un partisan du moindre État et est proche des libertariens.